# Українці в Бидгощі
Українці в Бидгощі з'явилися на початку 1920-х років. Двадцяте століття і сформували в цьому місті невелике співтовариство вояків армії УНР. Її діяльність застигла після Другої світової війни.
Українці з'явилися в Бидгощі після закриття польських таборів для інтернованих для військовослужбовців армії УНР в Польщі. Хоча в безпосередній близькості від Бидгощі такий табір не функціонував, місто приваблювало невелику групу українців, які виїхали з таборів в Олександрівському Куявському та Стшелкуві. Крім того, навесні 1921 р. польська влада направила до міста трьох українських льотчиків і 20 авіаційних механіків, які взяли на роботу інструкторів у нижчій школі пілотів і в Школі механіки центральних авіаційних робіт. Вони були солдатами військово-повітряних сил армії УНР і спеціалізувалися на обслуговуванні і пілотуванні літаків «Ньюпорт». Відомо, що в Бидгощі — великому промисловому центрі — крім того, ще 22 українські військові оселилися і знайшли роботу.
У липні 1922 року під тиском народно-демократичної преси Школа авіаційної механіки (створена шляхом перетворення попереднього об'єкту) звільнила українців, привезених до міста. Найімовірніше, однак, вони залишилися в Бидгощі.
Ще одна згадка про існування невеликої української громади в цьому місті відбувається з 1928 року, коли делегат з Бидгощі з'явився на Другому з'їзді української політичної еміграції у Варшаві. У вересні 1930 року Український ЦК почав працювати над створенням його філії в Бидгощі. Його президентом було обрано полковником Федором Рибалко-Рибальченко, направленим з Варшави. Діяльність філії була, однак, маломасштабною і, ймовірно, обмежувалася організацією святкування ювілею смерті Симона Петлюри та Івана Мазепи. Українська громада в Бидгощі та його околицях налічувала понад 30 осіб.
У 1935 і 1938 роках робилися спроби активізації галузі. Ще в березні 1939 року на звітній та виборчій нараді планувалося придбати приміщення, але немає інформації про те, чи трапилося це згодом. Відомо, однак, що українці з Бидгощі брали участь у житті місцевої православної парафії і регулярно брали участь у церемоніях українського військового кладовища в Олександруві Куявському. Вони також підтримували контакти з більшими та краще організованими громадами цієї національності в Торуні та в Олександруві Куявському. Їхня лояльність до польської влади не викликала сумнівів.